# Guangzhou International Challenger 2024 - Doppio
Il doppio del torneo di tennis professionistico Guangzhou International Challenger 2024, facente parte della categoria Challenger 75 nell'ambito dell'ATP Challenger Tour 2024, si è giocato dal 29 aprile al 5 maggio a Canton, in Cina. Tra le coppie partecipanti erano assenti Antoine Bellier e Luca Castelnuovo, i detentori del titolo.
In finale Blake Ellis e Tristan Schoolkate hanno sconfitto Nam Ji-sung e Patrik Niklas-Salminen con il punteggio di 6–2, 6(4)–7, [10–4].

## Teste di serie
1. Calum Puttergill /  Reese Stalder (semifinale)
2. Piotr Matuszewski /  Matthew Romios (quarti di finale)

1. Nam Ji-sung /  Patrik Niklas-Salminen (finale)
2. Toshihide Matsui /  Kaito Uesugi (primo turno)

## Wildcard
1. Cui Jie /  Te Rigele (quarti di finale)

1. Wang Jiaji /  Yang Zijiang (primo turno)

## Alternate
1. Rémy Bertola /  Antoine Escoffier (semifinale, ritirati)

## Tabellone

### Legenda
| - Q = Qualificato - WC = Wild card - LL = Lucky loser | - ALT = Alternate - SE = Special Exempt - PR = Protected Ranking | - w/o = Walkover - r = Ritirato - d = Squalificato |

|  | Primo turno | Primo turno               | Primo turno            | Primo turno | Primo turno |  |  | Quarti di finale | Quarti di finale          | Quarti di finale       | Quarti di finale          | Quarti di finale      |                       |      | Semifinali | Semifinali                         | Semifinali           | Semifinali                     | Semifinali |    |      | Finale | Finale | Finale | Finale | Finale |  |
|  |             |                           |                        |             |             |  |  |                  |                           |                        |                           |                       |                       |      |            |                                    |                      |                                |            |    |      |        |        |        |        |        |  |
|  | 1           | C Puttergill R Stalder    | C Puttergill R Stalder | 6           | 6           |  |  |                  |                           |                        |                           |                       |                       |      |            |                                    |                      |                                |            |    |      |        |        |        |        |        |  |
|  |             | B Bayldon Y Shimizu       | B Bayldon Y Shimizu    | 4           | 4           |  |  | 1                | C Puttergill R Stalder    | C Puttergill R Stalder | 6                         | 6                     |                       |      |            |                                    |                      |                                |            |    |      |        |        |        |        |        |  |
|  |             | M Bellucci M Echargui     | M Bellucci M Echargui  | 3           | 2           |  |  |                  | R Ho R Ramanathan         | R Ho R Ramanathan      | 4                         | 3                     |                       |      |            |                                    |                      |                                |            |    |      |        |        |        |        |        |  |
|  |             | R Ho R Ramanathan         | R Ho R Ramanathan      | 6           | 6           |  |  |                  |                           |                        |                           |                       |                       |      | 1          | C Puttergill R Stalder             | 2                    | 6                              | [7]        |    |      |        |        |        |        |        |  |
|  | 3           | J-s Nam P Niklas-Salminen | 6                      | 3           | [10]        |  |  |                  |                           | 3                      | J-s Nam P Niklas-Salminen | 6                     | 3                     | [10] |            |                                    |                      |                                |            |    |      |        |        |        |        |        |  |
|  |             | FC Alcantara F Sun        | 3                      | 6           | [8]         |  |  | 3                | J-s Nam P Niklas-Salminen | 62                     | 7                         | [10]                  |                       |      |            |                                    |                      |                                |            |    |      |        |        |        |        |        |  |
|  |             | L Saville L Tu            | L Saville L Tu         | 6           | 7           |  |  |                  | L Saville L Tu            | 7                      | 64                        | [4]                   |                       |      |            |                                    |                      |                                |            |    |      |        |        |        |        |        |  |
|  |             | O Jasika A Santillan      | O Jasika A Santillan   | 3           | 5           |  |  |                  |                           |                        |                           |                       |                       |      | 3          | Nam Ji-sung Patrik Niklas-Salminen | 2                    | 7                              | [4]        |    |      |        |        |        |        |        |  |
|  |             | B Ellis T Schoolkate      | 6                      | 4           | [10]        |  |  |                  |                           |                        |                           |                       |                       |      |            |                                    |                      | Blake Ellis Tristan Schoolkate | 6          | 64 | [10] |        |        |        |        |        |  |
|  |             | A Kachmazov B Zhukayev    | 4                      | 6           | [7]         |  |  |                  | B Ellis T Schoolkate      | B Ellis T Schoolkate   | 6                         | 6                     |                       |      |            |                                    |                      |                                |            |    |      |        |        |        |        |        |  |
|  | WC          | J Cui R Te                | J Cui R Te             | 7           | 7           |  |  | WC               | J Cui R Te                | J Cui R Te             | 2                         | 3                     |                       |      |            |                                    |                      |                                |            |    |      |        |        |        |        |        |  |
|  | 4           | T Matsui K Uesugi         | T Matsui K Uesugi      | 63          | 64          |  |  |                  |                           |                        |                           |                       |                       |      |            | B Ellis T Schoolkate               | B Ellis T Schoolkate | B Ellis T Schoolkate           | w/o        |    |      |        |        |        |        |        |  |
|  |             | R Statham A Walton        | R Statham A Walton     | 62          | 3           |  |  |                  |                           | Alt                    | R Bertola A Escoffier     | R Bertola A Escoffier | R Bertola A Escoffier |      |            |                                    |                      |                                |            |    |      |        |        |        |        |        |  |
|  | Alt         | R Bertola A Escoffier     | R Bertola A Escoffier  | 7           | 6           |  |  | Alt              | R Bertola A Escoffier     | 65                     | 7                         | [10]                  |                       |      |            |                                    |                      |                                |            |    |      |        |        |        |        |        |  |
|  | WC          | J Wang Z Yang             | J Wang Z Yang          | 5           | 65          |  |  | 2                | P Matuszewski M Romios    | 7                      | 5                         | [3]                   |                       |      |            |                                    |                      |                                |            |    |      |        |        |        |        |        |  |
|  | 2           | P Matuszewski M Romios    | P Matuszewski M Romios | 7           | 7           |  |  |                  |                           |                        |                           |                       |                       |      |            |                                    |                      |                                |            |    |      |        |        |        |        |        |  |